# Muurhavikskruid
Muurhavikskruid (Hieracium murorum) is een vaste plant die behoort tot de composietenfamilie (Compositae of Asteraceae). De soort staat op de Nederlandse Rode lijst van planten als zeldzaam en matig in aantal afgenomen. De plant komt van nature voor in Eurazië.
De plant wordt 20-60 cm hoog en vormt een wortelrozet met lancetvormige, breed-lancetvormige tot lang-eironde bladeren, die een afgeronde, afgeknotte of iets hartvormige voet hebben. De bladsteel is bezet met lange en korte haren. Aan de met lange en korte haren bedekte stengel zit geen of slechts één tot twee blaadjes.
Muurhavikskruid bloeit in mei en juni met gele lintbloemen, die aan de top al of niet haarachtige papillen hebben. De lintbloemen zitten in een hoofdje en worden omgeven door een omwindsel. De omwindselblaadjes zijn met klierharen bezet. De 2-3 cm grote hoofdjes zitten in een pluimachtige bloeiwijze.
De vrucht is een nootje. Het vruchtpluis bestaat uit twee rijen haren.
De plant komt voor op droge, matig voedselrijke grond in loofbossen, langs houtwallen en op muren.

## Namen in andere talen
- Duits: Wald-Habichtskraut, Mauer-Habichtskraut
- Engels: Few-Leaved Hawkweed
- Frans: Épervière des murs